# Prix James Joyce
Le prix James Joyce, James Joyce Award en anglais, également connu sous le nom de Honorary Fellowship of the Society, est une distinction décernée par la Literary and Historical Society (en) de l'University College Dublin (UCD) à ceux qui ont connu une réussite exceptionnelle dans leur domaine. Parmi les anciens lauréats figurent des universitaires, des personnalités politiques, des acteurs et des écrivains. Il s'agit de la plus haute distinction qu'une société universitaire irlandaise puisse décerner. Il porte le nom de l'un des anciens élèves les plus célèbres de la société, James Joyce, auteur de Les Gens de Dublin (Dubliners), Portrait de l'artiste en jeune homme, Ulysse et Finnegans Wake.
James Joyce a étudié les langues modernes à l'University College, qui existait avant l'UCD, de 1898 à 1903. En 1900, il présente un texte intitulé Drama and Life à la société. Il s'est également présenté au poste d' auditor, une fonction équivalente à celle de président de l'Union à Oxford ou à Cambridge » (Oxford English Dictionary), mais n'a pas été élu.

## Récipiendaires

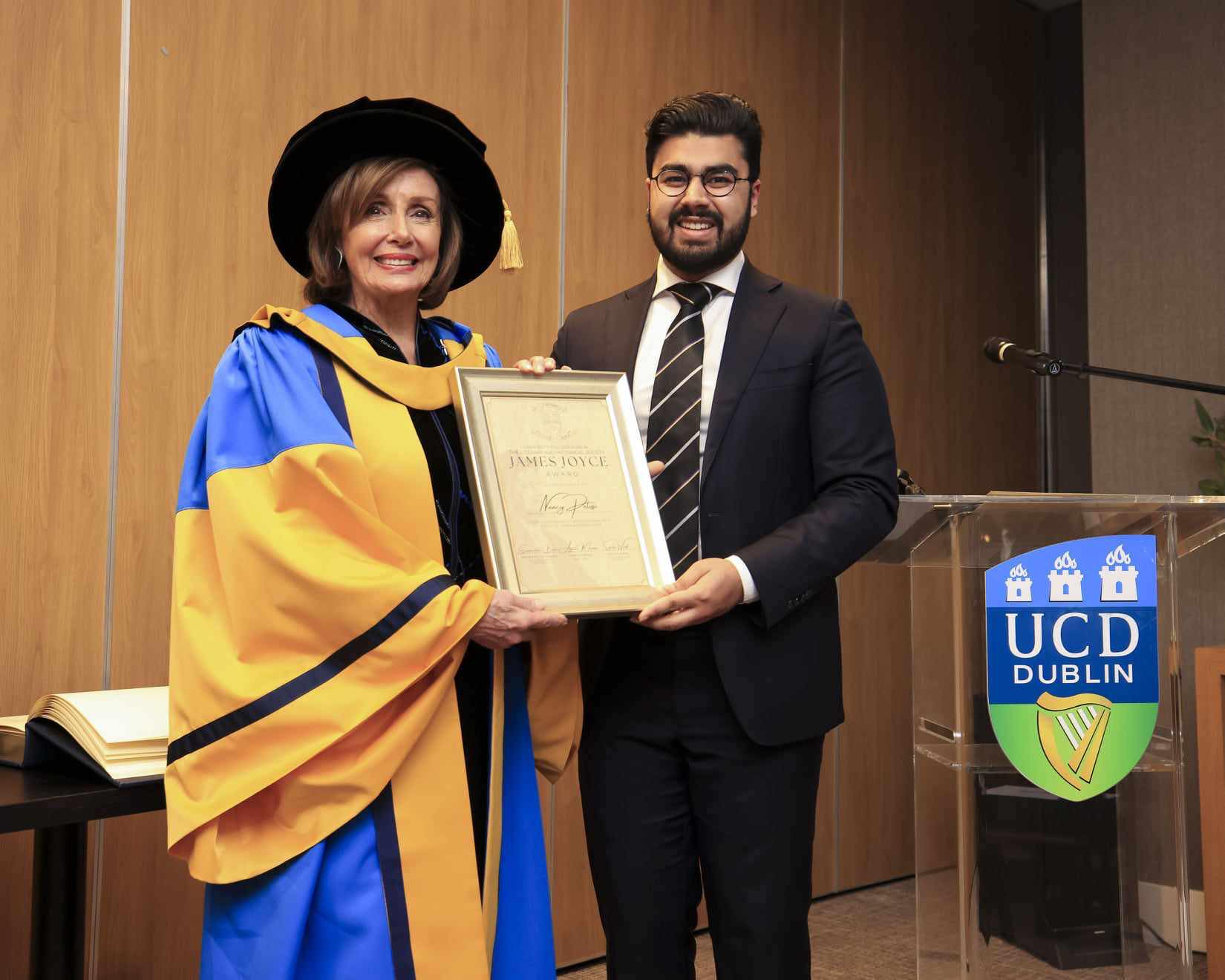
Nancy Pelosi recevant le Prix James Joyce.

### Actrices et acteurs
- Rory Bremner (en) – Satiriste britannique[2]
- Aaron Eckhart – Acteur
- Will Ferrell – Comédien et acteur[3]
- Ralph Fiennes – Acteur[4]
- Neil Flynn – Acteur
- Martin Freeman – Acteur[5]
- Tom Felton – Acteur et musicien[6]
- Barry Humphries – Acteur et comédien[7]
- Eddie Izzard – Comédien[8]
- Shappi Khorsandi – Comédien[9]
- Sam Lloyd – Acteur
- Michael Palin – Comédien, membre des Monty Python[10]
- Alan Rickman – Acteur[11],[12]
- Robert Sheehan – Acteur[13]
- Michael Sheen – Acteur[14]
- Erik Per Sullivan – Acteur[15]
- Kristian Nairn – Acteur
- Jane Lynch – Actrice
- Patrick J. Adams – Acteur
- Brenda Fricker - Actrice

### Musiciens
- Alt-J – Groupe anglais de rock indie
- Roger Daltrey – Chanteur et leader du groupe de rock britannique The Who[16]
- George Martin – Producteur des The Beatles[17]
- Emeli Sandé – Artiste et auteur-compositeur écossais[18]
- Jack White – Artiste et auteur-compositeur américain, et membre des The White Stripes, des The Raconteurs et des The Dead Weather[19]
- Picture This (en) – Groupe irlandais de pop rock
- Imogen Heap – Musicien britannique d'electropop

### Politiciens
- Hans Blix – Ancien inspecteur en chef des armes de l'ONU[3]
- Robin Cook – Homme politique britannique
- F.W. de Klerk – Ancien président de l'Afrique du Sud[3]
- John Howard – Ancien Premier ministre d'Australie
- John Hume – Lauréat du prix Nobel et homme politique nord-irlandais[20]
- Alastair Campbell – Journaliste et directeur de la communication et de la stratégie de Tony Blair
- Patrick Leahy – Ancien sénateur américain[21]
- Alaa Murabit – Haut-Commissaire des Nations unies et défenseur des objectifs de développement durable[22]
- David Norris – Ancien sénateur et avocat des droits des homosexuels
- Rory O'Neill – Drag queen et activiste pour le droit des homosexuels[23]
- John Bercow – Former Président de la Chambre des communes du Royaume-Uni[24]
- Brian Schweitzer – Ancien gouverneur du Montana
- Desmond Tutu – Archevêque et activiste des Droits de l'Homme[25]
- Nancy Pelosi – Former Speaker of the Chambre des représentants des États-Unis[26]
- Al Sharpton – Ministre et militant des droits civiques[27]
- Martin Dempsey – Ancien général de l'armée américaine et président du Comité des chefs d'état-major interarmées
- Eamon Ryan – Ancien chef du Parti vert et ministre du gouvernement de la République d'Irlande

### Scientifiques et universitaires
- Noam Chomsky – Linguiste et activiste[16],[28]
- Robert Gallo – Chercheur biomédical[29]
- Paul Krugman – Économiste[30]
- John Forbes Nash – Lauréat du prix Nobel et mathématicien
- Johan Norberg – Historien et écrivain suédois
- Richard Swinburne – Philosophe britannique
- Kip Thorne – Physicien théoricien
- Gabriele Veneziano – Physicien
- Steven Weinberg – Physicien[31]

### Personnalités du sport
- Paul O'Connell – Rugbyman irlandais
- Gary Lineker – Animateur de télévision et ancien capitaine de l'équipe d'Angleterre de football
- Niall Quinn – Footballeur international irlandais et président du Sunderland FC
- Tony Hawk – Skateboarder[32]
- Alex Ferguson – Entraîneur de Manchester United[20]
- Ken Doherty – Champion du monde de snooker[33]
- Lawrie Sanchez – Entraîneur de l'équipe d'Irlande du Nord de football
- Pádraig Harrington – Golfeur irlandais[34]
- Daniel Wiffen – Nageur irlandais médaillé d'or olympique[35]
- Eddie Jordan - Pilote automobile, fondateur et patron de l'écurie de Formule 1 Jordan Grand Prix, homme d'affaires et commentateur de télévision irlandais[36].

### Écrivains
- Bill Bryson – Écrivain[37]
- J.K. Rowling – Auteur de la série Harry Potter[4]
- Neil Gaiman – Auteur des séries Sandman, Coraline, American Gods[38]
- DBC Pierre – Écrivain et lauréat du Prix Booker
- Salman Rushdie – Écrivain et lauréat du Prix Booker[39]
- Sue Townsend – Écrivain
- Yu Hua – Écrivain
- Seamus Heaney – Poète et lauréat du prix Nobel de littérature 1995[20]
- Roddy Doyle – Auteur[40]
- Liz Nugent – Écrivain
- Michael Lewis – Auteur et journaliste financier

### Autres
- Jenna Mourey – Célébrité de YouTube[41],[42]
- Brandon Stanton – Photographe de rue, Humans of New York (en)[43]
- Laura Ricciardi (en) – Réalisatrice[44]
- Steve Schapiro – Photographe
- Moira Demos (en) – Réalisatrice[44]
- Joe Randazzo (en) – Ancien rédacteur en chef de The Onion
- Grace Beverley (en) – Fondatrice et PDG des marques de fitness Tala et Shreddy
- Vincent Browne – Journaliste
- Brian O'Donovan (en) – Journaliste